# Mallada sumatrensis
Mallada sumatrensis is een insect uit de familie van de gaasvliegen (Chrysopidae), die tot de orde netvleugeligen (Neuroptera) behoort. 
Mallada sumatrensis is voor het eerst wetenschappelijk beschreven door Esben-Petersen in 1926.